# Строительная инженерия
Строительная инженерия (также инжиниринг) — инженерия в строительной отрасли, инженерное обеспечение строительства, охватывающее все фазы реализации инвестиционно-строительных проектов: проектирование, строительство, эксплуатацию объектов. 
В более узком смысле — инженерно-консультационные услуги промышленных, инфраструктурных и прочих объектов.

## Терминология

### Происхождение термина
Термин «инженерия» заимствован из французского, в свою очередь восходящего к латинскому (лат. ingenium) — ум, способности, изобретательность.
В истории инженерами изначально, начиная с XII века, назывались военные инженеры (см. Bauingenieurwesen). Это было связано с возрастающей специализацией вое сапёрные и минные роты, преобразованные затем в Корпус военных инженеров. В России при Петре I в 1702 году была создана минёрная рота, в 1704 году — команда понтонёров, а в 1712 году — полк военных инженеров.
Понятие «гражданский инженер» появилось в XVI веке в Голландии применительно к строителям мостов и дорог и отличало их от военных инженеров. Уже от этого сочетания произошёл термин «гражданская (строительная) инженерия» (civil engineering), в настоящее время распространённый во многих языках мира. Под ним понимается профессиональная инженерная дисциплина, которая занимается проектированием, строительством, эксплуатацией строительных объектов. Затем появилось (в основном в английском языке) большое количество сходных терминов, относящихся к другим отраслям: ядерный инжиниринг, генетический инжиниринг, реинжиниринг, звёздный инжиниринг и др.

### Применение терминов «Строительная инженерия» и «Строительство»
В России примерно с XVI века руководителем строительства являлся архитектор. Научно обоснованные методы расчёта и проектирования появились лишь в XVIII-XIX веках. Длительное время для обозначения инженерного обеспечения строительства, включающего производственную, научную и учебную составляющие, использовался просто термин «строительство», а иногда «промышленное и гражданское строительство», как основной вид строительства.
В 1990-х годах в русском языке появился также термин «инжиниринг» (транслитерация англ. engineering) с появлением специализированных фирм, оказывающих инжиниринговые услуги. При этом под инжинирингом в строительстве понимается предоставление инженерно-консультационных услуг проектно-конструкторского, расчётно-аналитического, организационного или исследовательского характера, подготовка технико-экономических обоснований проектов, выработка рекомендаций в области организации производства и управления проектами, то есть комплекс коммерческих услуг по подготовке и обеспечению процесса производства строительной продукции. Таким образом, в русском языке данное понятие несколько у́же и не включает в явном виде, например, профессиональное образование в области строительства.
Сравнительная таблица различий употребления терминов «строительство» и «строительный инжиниринг» (соответствие терминов в разных языках не всегда однозначное):
| Понятие                                           | Русский термин            | Английский термин       | Немецкий термин   |
| ------------------------------------------------- | ------------------------- | ----------------------- | ----------------- |
| Вид экономической деятельности                    | Строительство             | Construction            | Bauwesen          |
| Отрасль экономики                                 | Строительство             | Construction            | Bauwesen          |
| Процесс возведения строения                       | Строительство             | Construction            | Bauausführung     |
| Планирование и управление процессом строительства | Управление строительством | Construction management | Baumanagement     |
| Инженерное обеспечение возведения объектов        | Строительный инжиниринг   | Civil engineering       | Bauingenieurwesen |
| Профессиональное образование для строительства    | Строительство             | Civil engineering       | Bauingenieurwesen |
| Научная специальность                             | Строительство             | Civil engineering       | Bauingenieurwesen |

### Разграничение понятий «Инжиниринг» и «Управление проектами»
Понятия строительного инжиниринга и управления проектами часто отождествляются даже в специальной литературе, что является не совсем верным. Оба вида деятельности относятся к одной области — проектной. Однако, если работы, заключающиеся в управлении проектами, относятся к методам управления в любой сфере, то инжиниринг — только к промышленной, и включает в себя управление инновациями в промышленности.
Управление проектами же — область деятельности, в ходе которой определяются и достигаются чёткие цели проекта в условиях сбалансированности объемов работ, ресурсов (денег, материалов, энергии), времени, качества и рисков. Такая деятельность по своей сути является универсальной и может осуществляться в любой сфере: рекламной, страховой и т. п.

### Другие термины
В статье 749 Гражданского кодекса РФ для обозначения фирмы, оказывающей инжиниринговые услуги, применен термин «инженер», однако он применяется, как правило, лишь в двуязычных текстах договоров, так как совпадает с квалификацией специалиста-инженера.
Ряд учёных предложили название мультидисциплины «инвестиционно-строительный инжиниринг». В МГСУ с 2009 года ведется обучение по программе совмещенного образования для бакалавриата по профилю «Информационно-строительный инжиниринг». В области строительства встречаются также термины «проектный инжиниринг», «технологический инжиниринг» и др..
Часто встречается термин «инженерия зданий», обозначающий комплекс сетей инженерно-технического обеспечения строительных объектов, включая водоснабжение, водоотведение, теплоснабжение, электроснабжение, телекоммуникации, системы безопасности, структурированные кабельные системы и др. Сами эти системы не имеют отношения к понятию инжиниринга. В то же время в украинской Википедии «iнженерія» названа синонимом «инжиниринга».

## Профессиональное образование в области строительства
В Древней Руси профессиональные строительные навыки передавались при непосредственной работе ученика, подмастерья в составе артели. Распространению умений способствовало то, что строительство зданий по природе своей было коллективным. Первыми профессиональными руководителями строек были десятники, производители работ, архитекторы. С появлением сначала эмпирических, а затем научно обоснованных методов расчёта, конструирования и строительства стали возникать профессиональные учебные заведения.
Для низшего и среднего звена управления в России организовывались школы десятников по строительному делу, а также курсы по подготовке техников-строителей. Во Франции первое строительное училище было основано в 1740 году архитектором Блонделем.
Одним из первых высших учебных заведений в области транспортного строительства был Петербургский государственный университет путей сообщения, основанный в 1809 году. Он готовил специалистов по проектированию, строительству и эксплуатации дорожных, а также гидротехнических сооружений.
Санкт-Петербургский государственный архитектурно-строительный университет был основан в 1832 году под названием «Училище гражданских инженеров» и является старейшим в России среди специализированных вузов строительного профиля.
Крупнейшим среди строительных вузов России является Московский государственный строительный университет, основанный в 1921 году и подготовивший свыше 90 тысяч инженеров.
Международная ассоциация строительных вузов (АСВ) объединяет 142 вуза России и стран СНГ.
На протяжении многих лет основными уровнями квалификации специалистов в области строительства были техник-строитель (с трехлетним сроком обучения в средних специальных учебных заведениях) и инженер-строитель (с пятилетним сроком обучения в высших учебных заведениях). В связи с присоединением России к Болонскому процессу высшее строительное образование переходит на двухуровневую систему бакалавр-магистр с 4 и 6 годами обучения соответственно. При этом в учебных планах каждого цикла образования (см. ниже) выделяется базовая часть (обязательная для всех вузов), вариативная часть (устанавливаемая вузом) и дисциплины по выбору студента.
В соответствии с новым Перечнем направлений подготовки высшего профессионального образования
Документами Министерства образования и науки РФ в области архитектуры и строительства предусмотрены направления:
для квалификации (степени) «бакалавр»:
- 270100 Архитектура
- 270800 Строительство,

а для квалификации (степени) магистр:
- 270100 Архитектура
- 270800 Строительство
- 271000 Градостроительство,

для квалификации (степени) «специалист»:
- 271101 Строительство уникальных зданий и сооружений
- 271501 Строительство железных дорог, мостов и транспортных тоннелей
- 271502 Строительство, эксплуатация, восстановление и техническое прикрытие автомобильных дорог, мостов и тоннелей.

Более подробный перечень направлений подготовки предусмотрен Министерством образования и науки РФ для среднего образования, с получением квалификации «техник».
Приведённые перечни могут изменяться при формировании Федеральных государственных образовательных стандартов.
Выпускники строительных вузов в соответствии с образовательными программами могут вести проектно-конструкторскую, организационно-управленческую, инженерно-консультационную, производственно-технологическую и научно-исследовательскую деятельность. В учебных планах по строительному образованию выделяются гуманитарный (социально-экономический) цикл, математический и естественно-научный цикл, общепрофессиональный и специальный циклы дисциплин.
Например, к базовой части профессиональных дисциплин для обучения бакалавра техники и технологии в строительстве относят начертательную геометрию, инженерную графику, инженерную геодезию, инженерную геологию, материаловедение, сопротивление материалов, механику грунтов, электротехнику, безопасность жизнедеятельности, метрологию, архитектуру и др. К специальным дисциплинам в зависимости от профиля обучения могут быть отнесены строительная механика, железобетонные конструкции, металлические конструкции, основания и фундаменты, технология строительного производства, организация строительства, правовые и экономические дисциплины и т. д.
В Российской Федерации отсутствие профильного высшего или среднего специального образования не является формальным препятствием для занятия должности специалиста или руководящей должности в строительстве (в отличие от врача, юриста и некоторых других профессий). В то же время наличие профильного образования у специалистов проектно-изыскательских и строительных организаций является важным условием для получения последними допуска к работам, влияющим на безопасность объектов строительства.

## Инженерное обеспечение строительства
Одной из особенностей строительного инжиниринга является отсутствие явной персонификации инжиниринговых функций. Это связано с тем, что организация строительных проектов может быть весьма разнообразна, и одни и те же функции в разных проектах могут выполнять заказчик, проектировщик, генеральный подрядчик, субподрядчики, инжиниринговая фирма и т. д. Поэтому рассмотрим основные функции инженерного обеспечения в соответствии с этапами жизненного цикла строительного объекта. Выделяют шесть основных стадий жизненного цикла:

### Прединвестиционный этап
Этап долгосрочного планирования инвестиций и строительства включает:
- разработку отраслевых схем размещения производства и других документов отраслевого планирования (в основном для централизованных отраслей, таких, как энергетика, транспорт, оборонная промышленность, государственное управление);
- разработку схем территориального планирования Российской Федерации, регионов и муниципальных образований, правил землепользования и застройки поселений, проектов планировки территорий и проектов межевания территорий[10];
- выработку государственной, региональной, муниципальной и корпоративной инвестиционной политики, совершенствование нормативно-правовой базы инвестиционной деятельности;
- составление и утверждение бюджетов всех уровней, формирование инвестиционных программ, перечней строек (для бюджетных инвестиций); разработку бизнес-плана (для частных инвесторов).

На этом этапе главенствующую роль играют экономика, финансы и планирование, однако инженерное обеспечение позволяет выполнить обосновывающие расчёты и оптимизацию отраслевых и территориальных схем, составить жизнеспособные проекты территориального планирования, инвестиционные программы и бизнес-планы.

### Предпроектный этап
После появления конкретного инвестора наступает время проработки и согласования основных параметров будущего объекта. Единого перечня необходимых действий на этом этапе нет, так как он может существенно различаться в зависимости от конкретной ситуации. Часто он включает:
- подготовку и проведение конкурса на выполнение обязанностей заказчика;
- разработку технико-экономического обоснования (эскизного проекта, архитектурного решения, градостроительной концепции и т. п.);
- выбор разрешённого использования земельного участка в соответствии с Правилами землепользования и застройки данного поселения;
- приобретение и государственная регистрация прав на земельный участок в соответствии с законодательством РФ (покупка, аренда, бессрочное пользование);
- получение кадастрового паспорта земельного участка;
- проведение топографической съёмки участка или получение геодезической основы;
- получение технических условий на подключение к сетям инженерно-технического обеспечения объекта;
- получение Градостроительного плана земельного участка;
- проведение в необходимых случаях предварительных согласований основных параметров объекта;
- проведение инженерных изысканий, государственная экспертиза их результатов (изыскания и их экспертиза могут выполняться также на этапе проектирования);
- составление задания на проектирование, подготовка и проведение конкурса на проектные работы.

В основном указанные действия выполняет заказчик. Им может являться застройщик или его подразделение (например, отдел капитального строительства завода). Обязанности заказчика также могут выполнять инжиниринговые фирмы. Качество оказываемых инжиниринговых услуг очень важно, так как этот этап предопределяет основные проектные решения. Например, исправить ошибки, допущенные при выборе земельного участка или основных параметров объекта (этажности, размеров и т. д.) очень сложно.

### Проектирование
Содержание данного этапа практически полностью относится к строительному инжинирингу. На этом этапе выполняются:
- инженерные изыскания, если они не были проведены на предыдущем этапе;
- разработка проектной документации в соответствии с договором и заданием на проектирование. Обязательный состав проекта определен законодательством;
- государственная экспертиза проектной документации в установленных законом случаях, утверждение проекта заказчиком;
- разработка тендерной документации, подготовка и проведение конкурсов или аукционов на выполнение строительно-монтажных работ, поставку оборудования и иные работы и услуги;
- Разработка подробной «рабочей документации» на основе утвержденного проекта.

При проектировании можно рассматривать как отдельные виды инженерного обеспечения: планировку земельного участка, объемно-планировочные решения зданий и сооружений, конструктивные решения и прочностные расчёты, проектирование инженерных систем, экологический инжиниринг, обеспечение безопасности, организационно-технологический инжиниринг и др. Кроме того, выполняются архитектурные и экономические разделы проекта, которые не относятся к инжинирингу.
Прочностные расчёты являются крайне важными, так как от них зависит безопасность здания (сооружения). В частности, они должны предусматривать защиту от прогрессирующего обрушения по тем или иным причинам.

### Строительство

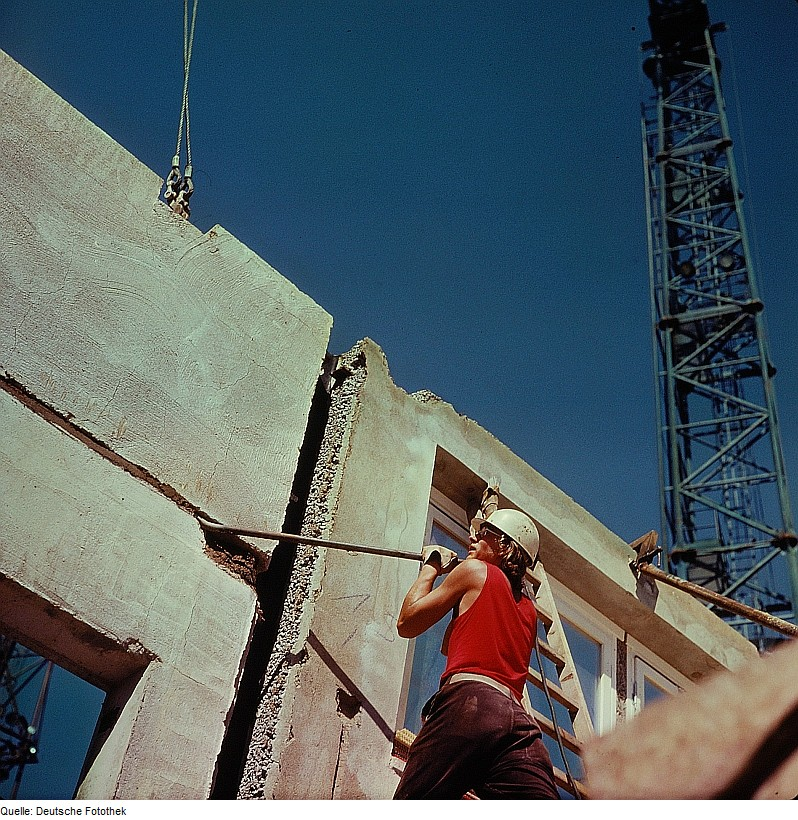
Возведение панельного дома, ГДР, Хемниц, 1976 год

Собственно строительство является наиболее капиталоёмким этапом в инвестиционном проекте. Здесь осуществляются решения, заложенные на предыдущих стадиях. С точки зрения инженерного обеспечения, на этапе строительства необходимо:
- получить разрешение на строительство объекта;
- заключить договоры с подрядными организациями и с заводами-поставщиками оборудования;
- развернуть подготовительные работы, которые делятся на:
  - внеплощадочные (прокладка дорог и внешних коммуникаций, сооружение строительной базы, устройство жилья или вахтового посёлка строителей и др.);
  - внутриплощадочные (снос строений, вырубка леса, перекладка коммуникаций, планировка площадки, разбивка сетки осей зданий и др.);
- организовать поставку с заводов и приёмку технологического оборудования (в основном для производственных предприятий);
- организовать выполнение основных работ по возведению объекта, к которым относятся:
  - строительные работы (общестроительные, специальные строительные работы и монтаж инженерных систем);
  - монтажные работы (монтаж технологического оборудования);
  - пусконаладочные работы;
  - ремонтно-строительные и ремонтно-реставрационные работы;
- обеспечить безопасность ведения работ;
- проводить строительный контроль качества работ, материалов и конструкций, авторский надзор, вести исполнительную документацию;
- произвести приёмку выполненных работ и объекта в целом.

В зависимости от принятой схемы договорных взаимоотношений на стройке отдельные функции инжиниринга может выполнять заказчик, приглашённая им инжиниринговая фирма (технический заказчик, технический агент и т. д.), генеральный подрядчик.

### Эксплуатация зданий и сооружений
Этот этап является самым длительным, может продолжаться десятки лет.
Перед началом эксплуатации производственного объекта необходимо провести:
- пусконаладочные работы технологического оборудования «под нагрузкой»;
- в необходимых случаях — гарантийные испытания установленного оборудования;
- получить разрешение на ввод объекта в эксплуатацию;
- получить необходимые лицензии и разрешения (для опасных видов производств).

Эти работы финансируются за счёт основной деятельности предприятия и не относятся к инвестициям.
Для жилых и общественных зданий также необходимо получить разрешение на ввод в эксплуатацию.
Затем наступает период начальной эксплуатации объекта. Для жилых зданий это означает выполнение индивидуальной отделки помещений, озеленение прилегающей территории (если дом сдавался зимой), заселение, создание организаций для эксплуатации домов (товариществ собственников жилья и др.). Для производственных объектов несколько месяцев может отводиться для выхода предприятия на расчётные эксплуатационные показатели. Практически для всех объектов в течение гарантийного срока необходимо выявление строительных дефектов и их устранение.
Постоянная эксплуатация строительных объектов не однородна и разделяется на фазы:
- технической эксплуатации (содержания) зданий и сооружений;
- капитальных и текущих ремонтов;
- модернизации или технического перевооружения (для производственных объектов);
- реконструкции и реставрации.

Для организации эксплуатации зданий разновидностью инжиниринга является т. н. Facility management, или «управление эксплуатацией зданий» — русский термин пока не устоялся). Основными направлениями такого инжиниринга являются:
- техническая эксплуатация зданий (ремонт, обслуживание инженерных систем, уборка, удаление отходов и др.);
- управление размещением персонала, подразделений, арендаторов (для жилых домов — организация бытовых услуг) и др.;
- организация обслуживания (благоустройство участка, охрана окружающей среды, организация досуга);
- охрана объекта, управление доступом в помещения.

### Ликвидация объекта
Ликвидация объектов капитального строительства, как правило, заранее не предусматривается. Обычно она проводится при необходимости освободить площадку для нового строительства или при достижении недопустимого морального или физического износа. Перед сносом необходимо удостовериться, что здание не является памятником культуры или архитектуры. Для ликвидации необходимо выполнить следующие мероприятия:
- остановка производства, юридическая ликвидация предприятия (для производственных объектов);
- расселение жильцов с предоставлением компенсации или другого жилья (для жилых домов);
- отключение технологических коммуникаций, систем инженерно-технического обеспечения;
- обследование объекта, получение заключения о возможности сноса;
- составление проекта организации работ по сносу или демонтажу объектов капитального строительства;
- организация работ по демонтажу и сносу конструкций объекта;
- организация вывозки мусора, утилизации или захоронения отходов;
- выполнение проекта и организация работ по рекультивации площадки (если новое строительство не предполагается).

## Виды инжиниринговых услуг

### Разновидности инжиниринга
Некоторые виды строительного инжиниринга имеют самостоятельное значение и классифицируются по видам объектов (зданий и сооружений) или по видам услуг по инженерному обеспечению. К ним можно отнести (в скобках приведено приблизительное соответствие английским терминам):
- расчёт и проектирование строительных конструкций (structural engineering);
- антисейсмический инжиниринг (Earthquake engineering);
- инжиниринг строительных материалов и конструкций (materials engineering);
- геотехнический и геологический инжиниринг (geotechnical engineering);
- геодезический инжиниринг (surveying);
- управление строительным производством (construction engineering);
- инжиниринг окружающей среды (environmental engineering);
- гидротехнический инжиниринг (coastal engineering);
- инжиниринг водных ресурсов (water resources engineering);
- инжиниринг городского хозяйства (municipal or urban engineering);
- транспортный инжиниринг (transportation engineering);
- дорожный инжиниринг (pavement engineering)

и др.

### Организационные формы инжиниринга
Состав инжиниринговых услуг определяется Заказчиком с учетом специфики конкретного проекта, однако существует несколько наиболее распространенных форм их предоставления:
- Комплексное управление строительным проектом инвестором или от его имени, например, при девелопменте;
- Выполнение функций заказчика (заказчика-застройщика) в объёме, соответствующем контракту, например, при EPCM-контракте (от англ. Engineering, Procurement, Construction Management) — управление проектированием, поставками, строительством;
- Различного рода отдельные консультационные и инжиниринговые услуги, например, услуги технического заказчика, строительный аудит и др.